# 스트리트 파이터 알파 3
《스트리트 파이터 알파 3》는 캡콤에서 발매한 1998년 대전 격투 게임이다. 《스트리트 파이터 II》의 프리퀄 《스트리트 파이터 알파》 부 시리즈의 세번째 게임으로, 전작과 마찬가지로 CP 시스템 II 기판으로 제작됐다. 일본에선 《스트리트 파이터 제로 3》라는 제목으로 발매됐다.
《스트리트 파이터 알파 2》의 출연진에 더해 새로운 캐릭터들을 추가하고, 게임플레이 시스템에도 큰 변화점을 가져왔다. 매치 시작 전에 각 캐릭터마다 사용하는 격투 기술이 달라지는 세 가지 '이즘' 격투 스타일을 선택할 수 있고, 그 외에 실력에 따라 특정 플레이어에게 제한점이나 이점을 부과하는 모드도 생겼다. 가장 큰 특징은 '가드 파워 게이지'의 추가로, 공격을 방어할 때마다 닳면서 완전히 비워지면 플레이어가 잠시 무방비 상태가 되는 것과 동시에 최대 게이지가 줄어들게 된다.
1998년 아케이드 전용으로 출시된 후 같은 해에 캐릭터가 추가된 플레이스테이션으로도 발매됐다. 이 버전에 추가된 내용은 이후 세가 새턴 및 세가 드림캐스트 버전에 반영돼 제작된 후, 세가 나오미 아케이드 기판으로 역이식돼 오락실용으로 발매됐다. 2002년에는 캐릭터가 더 추가된 게임보이 어드밴스판이 출시됐다. 2006년, 이전 버전들의 내용들이 모두 반영된 최종판 《스트리트 파이터 알파 3 맥스》(Street Fighter Alpha 3 MAX)가 플레이스테이션 포터블로 출시됐다.

## 게임플레이
《스트리트 파이터 알파 2》의 출연진에 더해 새로운 캐릭터들을 추가하고, 게임플레이 시스템에도 큰 변화점을 가져왔다. 매치 시작 전에 각 캐릭터마다 사용하는 격투 기술이 달라지는 세 가지 '이즘' 격투 스타일을 선택할 수 있고, 그 외에 실력에 따라 특정 플레이어에게 제한점이나 이점을 부과하는 모드도 생겼다. 가장 큰 특징은 '가드 파워 게이지'의 추가로, 공격을 방어할 때마다 닳면서 완전히 비워지면 플레이어가 잠시 무방비 상태가 되는 것과 동시에 최대 게이지가 줄어들게 된다.

## 등장인물
《스트리트 파이터 알파 2》에 소개됐던 18명에 더해 캐릭터가 추가됐다.

## 참조

### 주해
1. ↑  영어: Street Fighter Alpha 3
2. ↑  일본어: ストリートファイターZERO 3, 영어: Street Fighter Zero 3